# MF 67 sorozat
Az MF 67 sorozat a Párizsi metró egyik acélkerekű metrószerelvény-sorozata. Az első szerelvény a 3-as vonalon állt szolgálatba 1968 júniusában. Ez a legnagyobb darabszámban megrendelt metrószerelvény, összesen 1482 kocsit gyártott a Brissonneau and Lotz és a CIMT 1967 és 1975 között. Átépítésük 1995 és 1998 között történt meg, selejtezésük 2009-ben kezdődött.